# Cory Williams (Schauspieler)

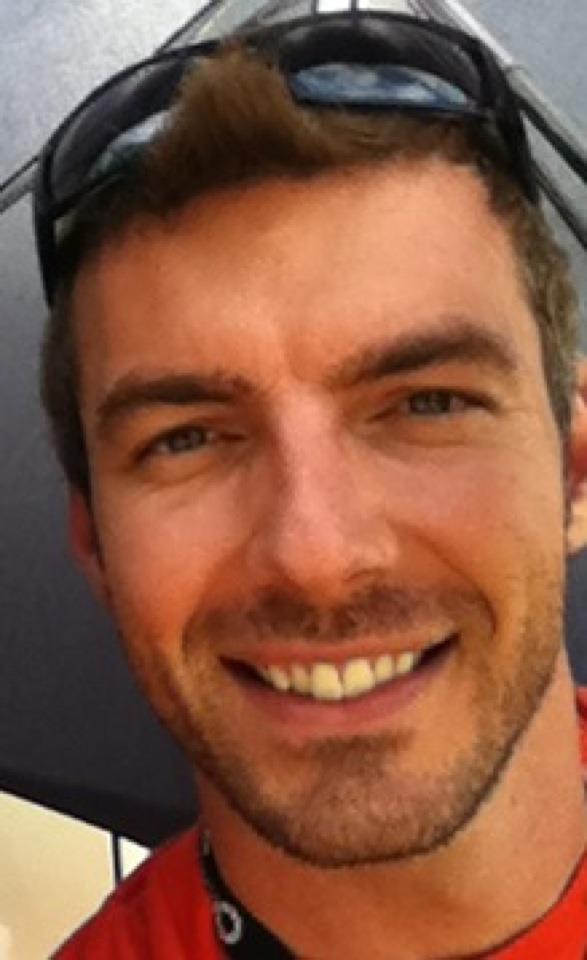
Cory Williams (2014)

Cory Williams (* 5. August 1981), auch bekannt als „Mr. Safety“ von SMP Films, ist ein US-amerikanischer Schauspieler und eine YouTube-Persönlichkeit.

## Leben
Williams fing mit dem Streamen von Videos im März 2005 auf der Website Newgrounds an. Dann schrieb er einige Lieder, die er auf Myspace veröffentlichte. MySpace unterstützte ihn auf einer Querlandstour. Im September 2005 machte ihn Golden Palace Casino zum ersten gesponserten Videoblogger. Williams ist der Gründer von SMP Films.
Seine erste Schauspielrolle hatte er in dem Film Faded Memories (2008). Einen kleinen Auftritt hatte er in Uhn Tiss Uhn Tiss Uhn Tiss der Bloodhound Gang und einen weiteren in White People For Peace von Against Me!.
Williams lebt in der Nähe von Anchorage, Alaska.